# 第二次モロッコ事件

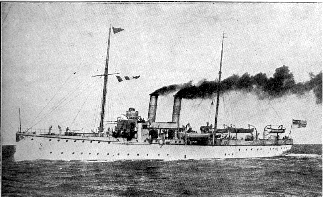
ドイツ海軍の砲艦「パンター (SMS Panther) 」。同艦の派遣は砲艦外交の典型とされる

第二次モロッコ事件（だいにじモロッコじけん、Second Moroccan Crisis）とは、1911年に、ドイツ政府が砲艦をモロッコ南西の港湾都市アガディールに派遣したことによって生じた国際紛争である。別名アガディール事件（Agadir Crisis）。

## 背景

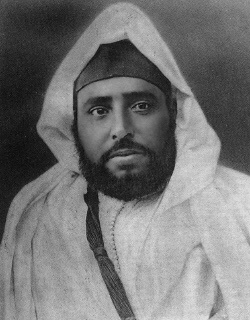
ムーレイ・アブドゥル・ハーフィズ

1902年8月にベルベル人アブー・ルマラがスルタンを自称して現王朝に反旗を翻す（1907年鎮圧）など、20世紀初頭のモロッコでは反乱が頻発していた。フランスは鎮圧のためしばしば出兵したが、実質的な宗主国としてのフランスの地位を確認する行動ともいえるものであった。1907年8月にはフェスでスルタンのムーレイ・アブドゥル・アズィズ4世 (Mulai Abd-al-Aziz IV) の廃位を要求する民衆運動が発生し、これに呼応したムーレイ・アブドゥル・ハーフィズ (Mulai Abd-al-Hafiz) は1908年1月、兄を廃してスルタンの位に就いた。こうした中央の混乱も、フランスの進出を助長した。
第一次モロッコ事件での緊張はアルヘシラス会議によって表面上は解消され、フランスはモロッコに対する影響力を強めた。1908年9月、フランス外人部隊の兵士3名がカサブランカでドイツ船に乗って逃走したことから独仏が衝突したが、この時はドイツの譲歩によって1909年2月、両国間にモロッコに関する協定が成立した。これにより、ドイツはモロッコにおいて経済活動のみを行い、モロッコにおけるフランスの政治的優位を認めた。しかし、ドイツの野心はいまだ消えてはいなかったのである。

## 発生と経過

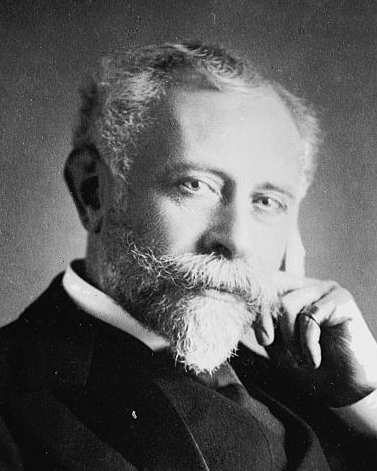
仏大使カンボン

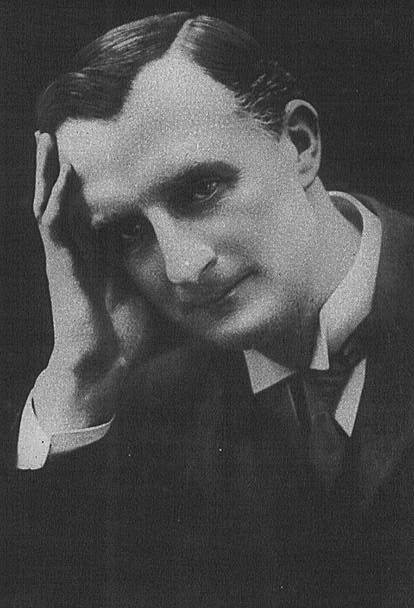
英外相エドワード・グレイ

1911年、ベルベル人が大規模な反乱を起こした。同年4月、フランスは鎮圧のためモロッコに出兵。これに対してドイツは、同地に在住する自国民の生命・財産の保護を口実として、7月1日、にわかにイルティス級砲艦パンター をアガディール (Agadir) に派した。実際にはアガディールにはドイツ人は居住しておらず、このためだけに近隣のドイツ人を呼び寄せたという。
独仏関係は再び緊張した。7月3日、駐英フランス大使カンボンはイギリス外相グレイに対し、アガディールに共同で軍艦を派遣するよう強く要求した。これを受けてグレイは、翌4日に閣議を開催する方針を決定。一方、ドイツ首相ベートマン・ホルヴェークは駐英ドイツ大使メッテルニヒに対し、もしイギリスが強硬措置に出た場合、「パンター号の派遣は、フランスとスペインのアルヘシラス議定書違反に伴う経過措置に過ぎない」と弁明するよう命じた。しかし独仏関係は強い敵対状態になり、両国の全面衝突は避けられないかとも思われ、ベルリン証券取引所でパニックが起こったほどである。

## 妥結
イギリスは積極的にフランスを支持した。7月18日、イギリスとフランスは軍事協定を締結。7月21日には、イギリス蔵相ロイド・ジョージが対独強硬演説を行い公然とフランスを支持するなど、事態は全面戦争にまで至るかに見えたが、これと並行して独仏は、7月9日以降問題解決のため交渉を重ね、10月11日にモロッコ協定、11月3日にコンゴ協定がそれぞれ成立した。ドイツはモロッコに対する要求を放棄し、その代償としてフランス領コンゴの一部であったノイカメルーンを獲得し、ドイツ領カメルーンの領土を拡大した。
1912年3月30日、フランスはスルタンとフェス条約を締結。これによりモロッコは、他国の保護に甘んじることとなった。セウタやメリリャなど北部とスペイン領サハラに接する南部はスペインの保護領に、残る大部分の国土はフランスの保護領となった。また、タンジールとその周辺の373平方kmに関しては国際管理都市とされ、列強の勢力均衡が図られた。
この事件は独仏間に大きな遺恨を生ぜしめ、対して英仏関係を強化する結果となった。また、保護国化に反対するモロッコ人民は、これを鎮圧せんとするフランス、スペイン両国の外人部隊と血みどろの抗争を繰り広げることとなるのである。

## 備考
1. ↑  「パンテール」と表記した文献もある。ドイツ語で豹の意味。